# Château de Montertreau
 (juillet 2013).
Si vous disposez d'ouvrages ou d'articles de référence ou si vous connaissez des sites web de qualité traitant du thème abordé ici, merci de compléter l'article en donnant les références utiles à sa vérifiabilité et en les liant à la section « Notes et références ».
Le château de Montertreau est un château construit au XIXe siècle sur la commune de Parigné-le-Pôlin dans le département de la Sarthe. Il est en partie classé et inscrit au titre des monuments historiques.

## Histoire
Montertreau est une propriété très ancienne, un vieux château existait déjà au XVIIe siècle, ainsi que le parc, comme l'attestent certains arbres monumentaux datés d'au moins 500 ans. Il est acquis par Joséphine-Rose de la Thébaudière, célibataire âgée de vingt ans, en 1800, d'un sieur Fresneau. Cette dernière épouse en novembre 1802 Charles Lepaige, neveu de l'auteur du Dictionnaire du Maine.
En 1844, la famille Lepaige, souhaite habiter une demeure plus confortable et fait construire l'actuel logis disposé de manière perpendiculaire à l'ancien château; ce dernier, inutilisé, sera détruit au début du XXe siècle. Au décès d'Amélie Lepaige, sans héritier direct, la propriété est vendue le 18 mai 1875 à un industriel sarthois passionné de botanique, Alfred Pellier. Ce dernier est primé en 1862 pour l'obtention d'une nouvelle clématite, la clématis pellierii, puis en 1863 pour sa collection de fougères. Il est membre de la Société centrale d'horticulture de France. Passionné par les penstemons, il leur consacre un article en 1873 dans l'Illustration horticole, revue de botanique dont le rédacteur en chef est Édouard André.
C'est tout naturellement, qu'après avoir acquis Montertreau et désireux d'en faire redessiner les jardins, il fait appel au célèbre paysagiste avec lequel il est fréquemment en contact. Le parc de Montertreau est donc le fruit de la rencontre de deux passionnés, et c'est peut-être une des raisons qui font considérer, par Édouard André lui-même, le parc de Montertreau comme un modèle. Alfred Pellier ne jouira pas longtemps de son parc et meurt en juillet 1879.
En 1934, la famille Decoux décide d'importants travaux d'aménagement intérieurs et fait réaliser des mosaïques dans le style art-déco.
Face aux menaces de réquisition de bois, le ministère de l'équipement classe le domaine de Montertreau au titre des sites par arrêté du 26 avril 1946.

## Architecture
Le château de Montertreau est bâti à flanc de colline, au milieu d'un parc boisé dominant la plaine du Bélinois. L'architecte en est Pierre-Felix Delarue vers 1840.
Il s'agit d'un petit édifice à trois travées sur deux niveaux et un niveau de combles éclairé par des lucarnes. Compte tenu du fort dénivelé, le vestibule est en rez-de-cour et le sous-sol est de plain-pied avec la terrasse dominant le parc. Les allusions au gothique finissant sont assez discrètes : encadrements de baies, lucarnes et, sur la façade nord, des tourelles en encorbellement aux angles des pavillons bas, encadrant le corps de logis principal et fausse tour polygonale, demi-hors-d'œuvre, au milieu de la façade. 
Le paysage est entièrement composé en fonction de cet édifice posé au bord de son promontoire, dominant la plaine s'écoulant vers l'horizon, dont E. André dit « qu'elle ne manque pas de grandeur »[réf. nécessaire].
Le parc du domaine de Montertreau, créé en 1877 par le paysagiste Édouard André, présente une grande diversité de boisements, notamment de conifères. Le parc comprend de nombreuses espèces d'arbres exotiques : sequoias sempervirens et giganteum, libocèdres, mélèzes du Japon et d'Europe, thuya plicata, ginkgo biloba, cèdres.
Le domaine de Montertreau est un site classé au titre des articles L.341-1 à L.341-22 du code de l'environnement depuis le 26 avril 1946.

## Protections
Le logis en totalité, les façades et toitures des éléments bâtis (lavoir, maison de garde, écuries, bûcher, orangerie, garage, volière) ainsi que la composition paysagère avec ses rocailles, murets, escaliers et murs de clôture du potager font l'objet d'une inscription aux monuments historiques depuis le 5 décembre 2011. Le parc du château ainsi que le potager font l'objet d'un classement aux monuments historiques depuis le 13 septembre 2012